# Big Timber
Big Timber is een plaats (city) in de Amerikaanse staat Montana, en valt bestuurlijk gezien onder Sweet Grass County.

## Demografie
Bij de volkstelling in 2000 werd het aantal inwoners vastgesteld op 1650.
In 2006 is het aantal inwoners door het United States Census Bureau geschat op 1768, een stijging van 118 (7,2%).

## Geografie
Volgens het United States Census Bureau beslaat de plaats een oppervlakte van
2,5 km², waarvan 2,4 km² land en 0,1 km² water. Big Timber ligt op ongeveer 1247 m boven zeeniveau.

## Plaatsen in de nabije omgeving
De onderstaande figuur toont nabijgelegen plaatsen in een straal van 52 km rond Big Timber.